# La Salvetat-Saint-Gilles
La Salvetat-Saint-Gilles este o comună în departamentul Haute-Garonne din sudul Franței. În 2009 avea o populație de 6.820 de locuitori.

## Evoluția populației
| An        | 1975  | 1982  | 1990  | 1999  | 2006  | 2009  |
| --------- | ----- | ----- | ----- | ----- | ----- | ----- |
| Populație | 1.615 | 2.368 | 4.282 | 5.779 | 6.311 | 6.820 |